# 쥘 마자랭
쥘 레몽 마자랭 드 레델 마옌 느베르 추기공작(프랑스어: Jules Raymond Mazarin, cardinal-duc de Rethel et de Mayenne et de Nevers, 이탈리아어: Giulio Mazzarini 줄리오 마차리니[*], 1602년 6월 14일 ~ 1661년 3월 9일) 은 이탈리아 출신 프랑스의 추기경, 정치가로, 루이 14세 치하의 프랑스에서 섭정을 지냈다. 루이 13세의 왕비인 안 도트리슈와 마자랭 추기경은 매우 각별한 관계였는데 프롱드의 난 동안 안과 마자랭 추기경이 서로 불륜 관계였다는 마자리나드(팜플렛)가 나돌았다.

## 어린 시절
줄리오 라이몬도 마차리니(이탈리아어: Giulio Raimondo Mazzarini)라는 본명으로 당시 이탈리아 나폴리 왕국의 페시나에서 태어난 마자랭은 6명의 자식들 중에 맏아들이었다. 그는 로마에서 일찍이 예수회 교육을 받았고, 그러고나서 스페인에서 더욱 나가서의 수학들을 속행하였다. 교황 우르바노 8세에 제휴한 콜로나 가족의 보호와 성원과 함께 그는 1624년 교황령 육군에 입대하였으나 1620년대 후반에 대신 성직자의 시초적 서약을 택하여 교황령의 외교관이 되었다.

## 교황령 교섭인
1630년 만토바의 왕위 계승 논쟁에 스페인과 프랑스 사이의 전쟁에 종말을 추구한 협상들에서 교황령을 위한 교섭인으로 지내는 동안 마자랭은 루이 13세의 수석국무장관 리슐리외 추기경과 만나러 프랑스로 여행을 떠났다. 마자랭의 재치 있는 협상 실력들은 그를 권력있는 프랑스의 왕실 대신에게 사랑을 받게 하였고, 스페인과 프랑스 사이에 임시적 평화를 지키는 도움을 주었다.
만토바 정세에서 그의 성공을 감사한 교황은 스페인과 프랑스 사이의 지속되는 평화 결정을 실현하는 목적과 함께 프랑스의 입법부에 자신의 대사로서 마자랭을 파리로 보냈다. 파리에 있는 동안 리슐리외 추기경과 마자랭은 상호적으로 유익한 정치적 관계를 시작하였다. 하지만 1635년 리슐리외는 30년 전쟁의 정황에서 스페인과 지속된 전쟁의 정책을 채택하였고, 마자랭은 평화를 가져오는 데 자신의 사명에서 실패하여 교황은 그를 다시 불렀다. 교황령에 한번 돌아온 마자랭은 프랑스에 자신의 정치적 인연을 유지하였고 거기서 활동적으로 프랑스의 이익들을 대표하였다.

## 추기경 겸 리슐리외의 대리
1638년 로마에서 프랑스의 대표에 자신의 업무를 위한 감사에 루이 13세는 마자랭을 추기경으로 승진시키는 데 교황을 강요하였고, 그는 1641년 12월 16일 추기경의 직위를 받았다. 추기경을 위한 자신의 임명이 과정에 있으면서 루이 13세와 리슐리외는 프랑스 국왕의 복무로 들어가는 데 마자랭을 프랑스로 초청하였다. 로마를 떠난 마자랭은 다시는 돌아오지 않았고 1640년 1월 파리에 도착하였다.
프랑스 왕실의 복무에서 마자랭의 외교적 목적들은 프랑스와 스페인 사이에 평화를 보증하는 데 똑같은 것을 남겼다. 프랑스에서 자신의 시초적 세월은 국내의 정치적 불안정 중의 하나로 증명하였고, 1642년 12월 리슐리외의 사망과 함께 위기가 1643년 5월 루이 13세의 사망에 이어 가까이 따라졌다. 1643년 왕위로 5세의 루이 14세의 계승은 직무 대행의 섭정 스페인 여왕 안 도트리슈와 함께 섭정 정치에서 선도 임무를 맡아 그가 왕실의 완전한 권력들을 취할 수 있던 성년의 나이에 도달했을 때까지 수탁의 지위에서 국왕의 정치적 권위를 보유하였다. 리슐리외의 부하와 루이 14세의 후원 육성자로서 마자랭은 수석국무장관이 되었고, 약하고 공격받기 쉬운 섭정 정부를 안정시키는 데 노력한 가까운 정치적 파트너로서 그와 여왕은 함께 일하였다. 수석국무장관과 여왕 사이에 더욱 많은 친밀한 인연이 개발되었다고 학자들과 같은 시대의 사람들이 사색한 것처럼 보였어도 그들의 관계의 정확한 본성으로서 확증은 없다.

## 프롱드의 난
정부의 지배에서 마자랭과 안 도트리슈와 함께 프랑스에서 개발된 프롱드(프랑스어: Fronde)라고 불리는 집합적으로 국내적 반란들의 복잡한 일련들이 1648년에 시작되어 1653년까지 지속되었다. 반란들은 파리에서 법정 혹은 의회의 재판관들과 시작되어 어떤 주요 귀족들과 왕자들 사이에 후원을 얻는 데 퍼졌고, 그러고나서 지방들은 물론 파리에서 인기있는 성원을 찾았다. 반란들의 원인들이 새로운 세금들의 징수, 의회와 교섬들에서 왕실의 권한의 지각된 능욕과 외부에 놓인 지방들에서 심의회 장교들에 왕실의 신임을 포함한 왕실의 권한을 연루한 다양하고 복잡한 논쟁들에 뿌리를 두었어도 프롱드의 난은 특히 마자랭과 안 도트리슈를 목표로 삼아 권력으로부터 이 "외국인"들을 물러나게 하는 데 추구하였다. 위기가 일어나는 동안 마자리나드(프랑스어: Mazarinade)라고 불리는 팜플렛이 프랑스를 통하여 유포되었다. 이 가끔 풍자적인 팜플렛들은 그들이 마자랭, 안 도트리슈와 섭정 정부의 냉혹한 비판들을 담고 있다. 프롱드의 난들은 1649년 마자랭과 더불어 안 도트리슈와 루이 15세에게 파리를 달아나는 데 강요하였다. 프롱드의 난이 거의 있는 동안 마자랭은 프랑스로부터 망명에 남아있었으나 1653년 반란들에 종말을 가져오는 데 자신들의 원인으로 지속적으로 안과 다른 귀족들과 함께 일하였다. 1654년 6월 랭스 대성당에서 16세의 루이 14세의 대관식이 열리고 마자랭의 파리로 귀환은 위기의 종말과 수석국무장관의 완전한 복고에 특정을 이루었다.
프롱드의 난의 한 가운데에서 마저 마자랭은 프랑스의 외교 정책을 지속적으로 지휘하였다. 그는 1648년 30년 전쟁의 종말에 베스트팔렌 조약을 위한 협상들에서 중요한 일부를 맡았다. 전쟁에 시달린 유럽의 거의로 평화를 가져온 이 조약에 불구하고, 프랑스와 스페인 간의 전쟁은 지속되었다. 마자랭은 스페인과 평화를 강요하는 노력에서 합스부르크 가에 대항하는 독일의 왕자들과 잉글랜드와 제휴의 정책을 수행하였다. 1659년 피레네 조약의 조건들 아래 마자랭은 결국적으로 프랑스와 스페인 사이의 평화에 자신의 장기적 목적을 확보하였다. 1660년 루이 14세와 스페인의 공주 마리아 테레사의 결혼은 평화를 보증하였다.
그는 문예의 보호에도 노력하고, 프랑스 최초의 공공 도서관인 마자랭 도서관을 창설하였다.

## 이후의 세월
보호자의 명사와 정치적 선도자 둘다로서 마자랭은 루이 14세에게 왕권의 기묘를 강의하고, 자신의 사망 후에 왕실을 섬길 미셸 르 텔레에와 장바티스트 콜베르 같은 충성적인 조언자와 능력있는 장관들과 함께 국왕을 마련하면서 프랑스를 다스리는 데 그를 준비하였다. 1661년 3월 9일 파리의 교외에 있는 뱅센에서 58세의 나이로 사망하여 국내와 국제 정치들에서 더욱 강하고, 더욱 안정된 프랑스의 영예를 남겼다. 자신의 사랑적인 수석국무장관, 후원 육성자와 강사의 사망에 루이 14세는 자신이 다른 수석국무장관을 임명하지 않을 것을 선언하여 국왕으로서 자신의 개인적 통치의 명확한 출현을 특정지었다.